# 中国佛教雕塑

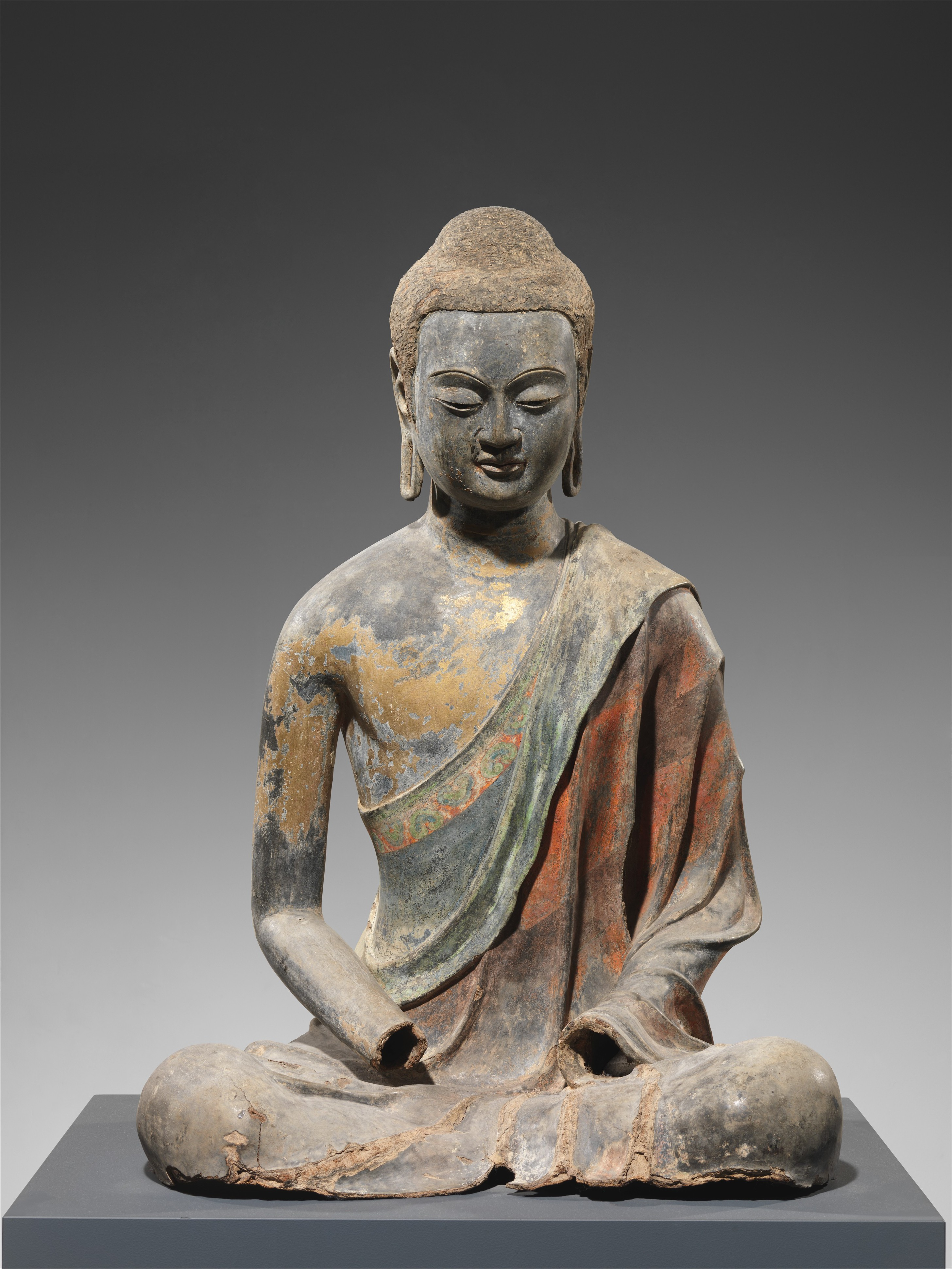
唐 彩繪漆金夾紵阿彌陀佛像，大都会艺术博物馆

中国佛教雕塑的制作贯穿了整个中国佛教史，代表雕塑有悉达多乔达摩（又通常被称为“诚然世尊”或“佛陀”）、菩萨、僧侣和各种神灵，早在公元前2世纪的中国汉代，佛教就传入了中国，到了公元2世纪就变得更加成熟。最早的雕塑并不是从人形开始制作的，而是一个空座、足迹、树木或佛塔，这种雕塑形式还促进了中国宝塔建筑的建造。 
这样的雕塑艺术最先开始于石窟中，大部分是浮雕，一般都雕刻在石窟四壁上，传达出与佛陀教义相关的信仰。建造这些寺庙和雕塑的人不仅获得了因行善所得的功德，更是为其余信仰者提供了崇拜和冥想灵感的源泉。像这样的石窟主要有云冈石窟、龙门石窟、麦积山石窟和莫高窟。

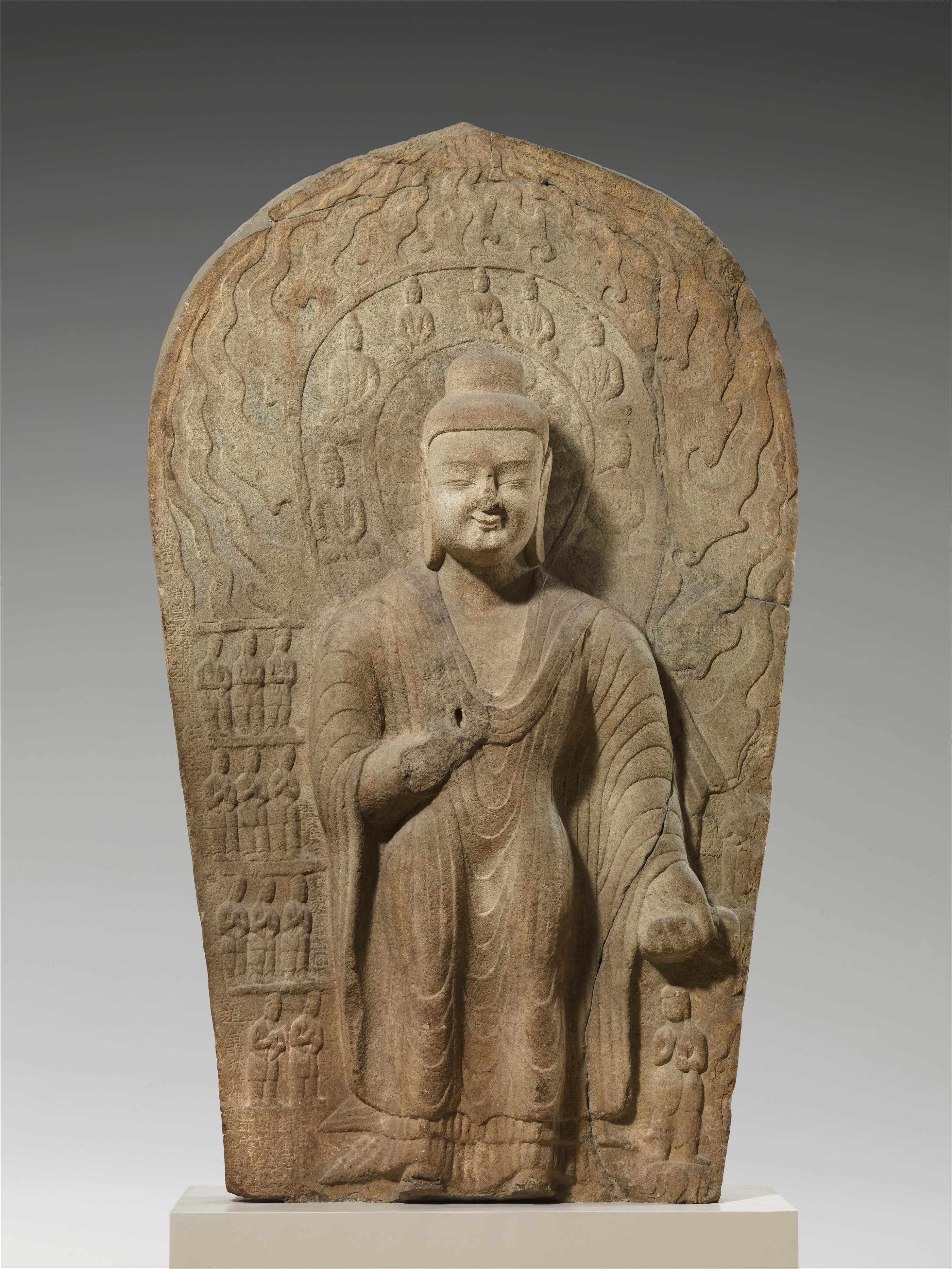
北魏 石雕燃燈佛像（砂岩）,大都会艺术博物馆

印度首先制作了圆形雕塑。后来于公元4世纪，中国紧随其后，开始制作这样的雕塑。在印度雕塑的启发下，丰富多彩的坐姿、面部表情和服装类型最终促成了我们今天所看到的雕塑特点——身材苗条、衣服厚重，这样的特点体现出了中国传统特色，绝非是印度雕塑艺术的改版，给人以更大的体格和更纯粹的服装之感。制作这些雕塑的原材料包括砂岩、石灰石、木材、陶瓷、镀金青铜和铜合金。尽管今日的雕塑都是暗淡无色的，但这些作品可能曾以一系列颜料上色。
最初，佛陀是雕塑中的主角，菩萨等是他的伴随者，后来菩萨被单独创作成品。在中国，两个占据着很高的地位的菩萨是观世音菩萨和文殊菩萨，因为两者都体现出了对于实现佛教“净土”或“禅宗”启蒙和应用至关重要的美德——智慧和同情。在4到6世纪，中国正经历着一个战乱时期，追随者们相信他们虔诚的奉献会为他们的主人带来好运、健康和财富。神灵也被认为是佛教传统的保护者，随着佛教在接下来的几个世纪中不断的发展变化，他们的情态变得更加精制。

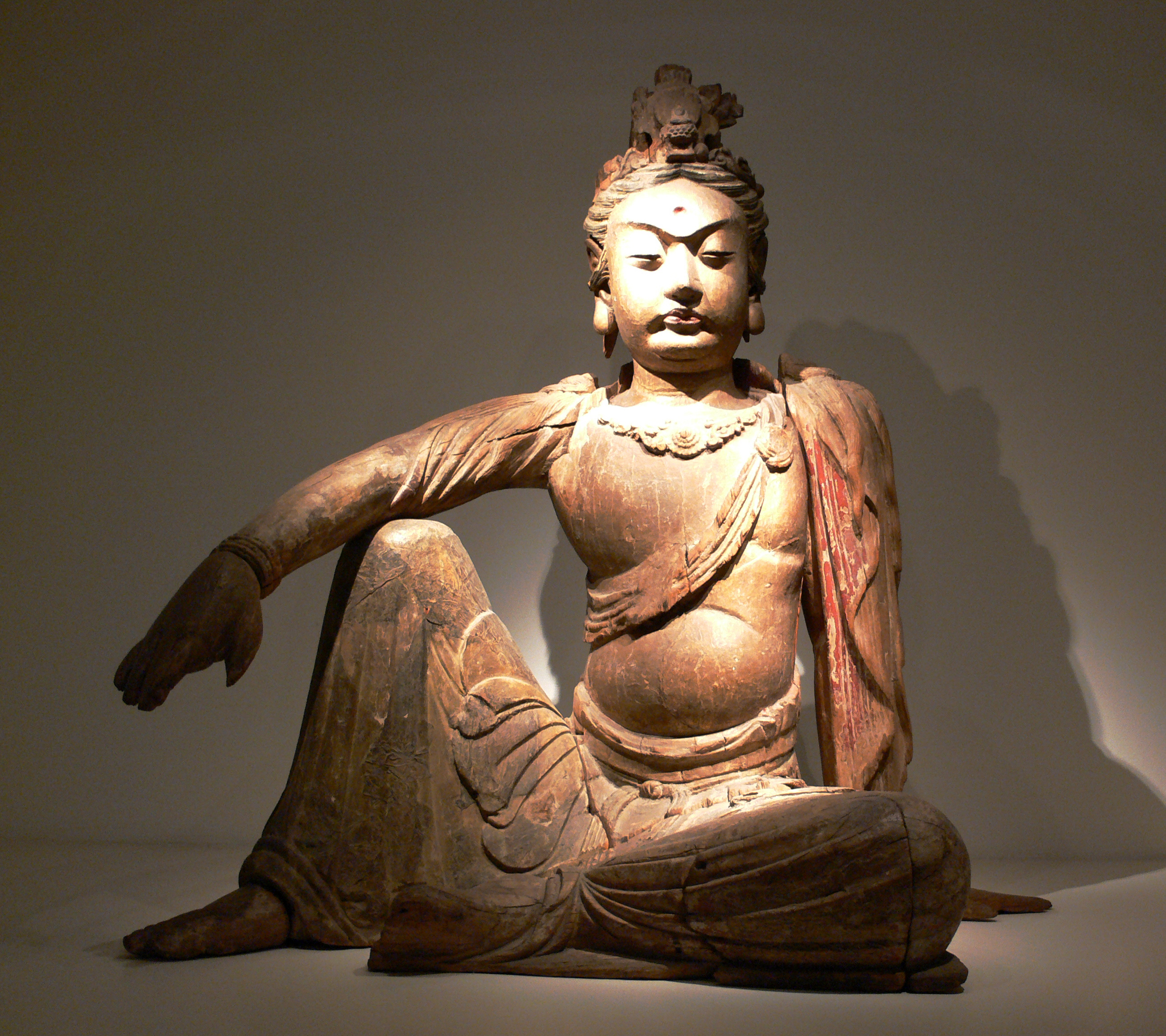
中国观音木制雕塑，于公元12世纪宋代，德国柏林民族学博物馆收藏

## 图集

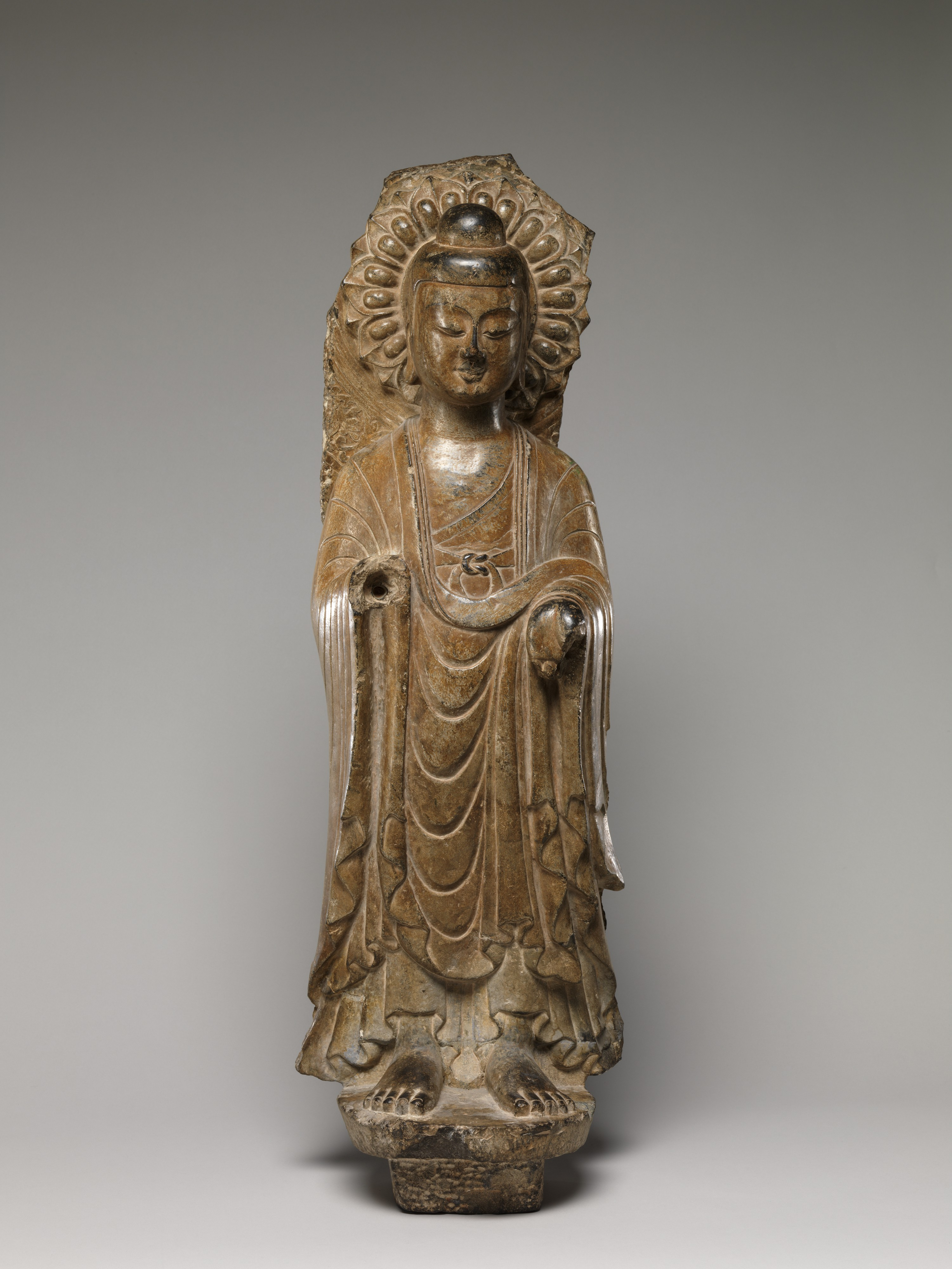
東魏 彩繪石雕佛像殘碑（石灰岩）
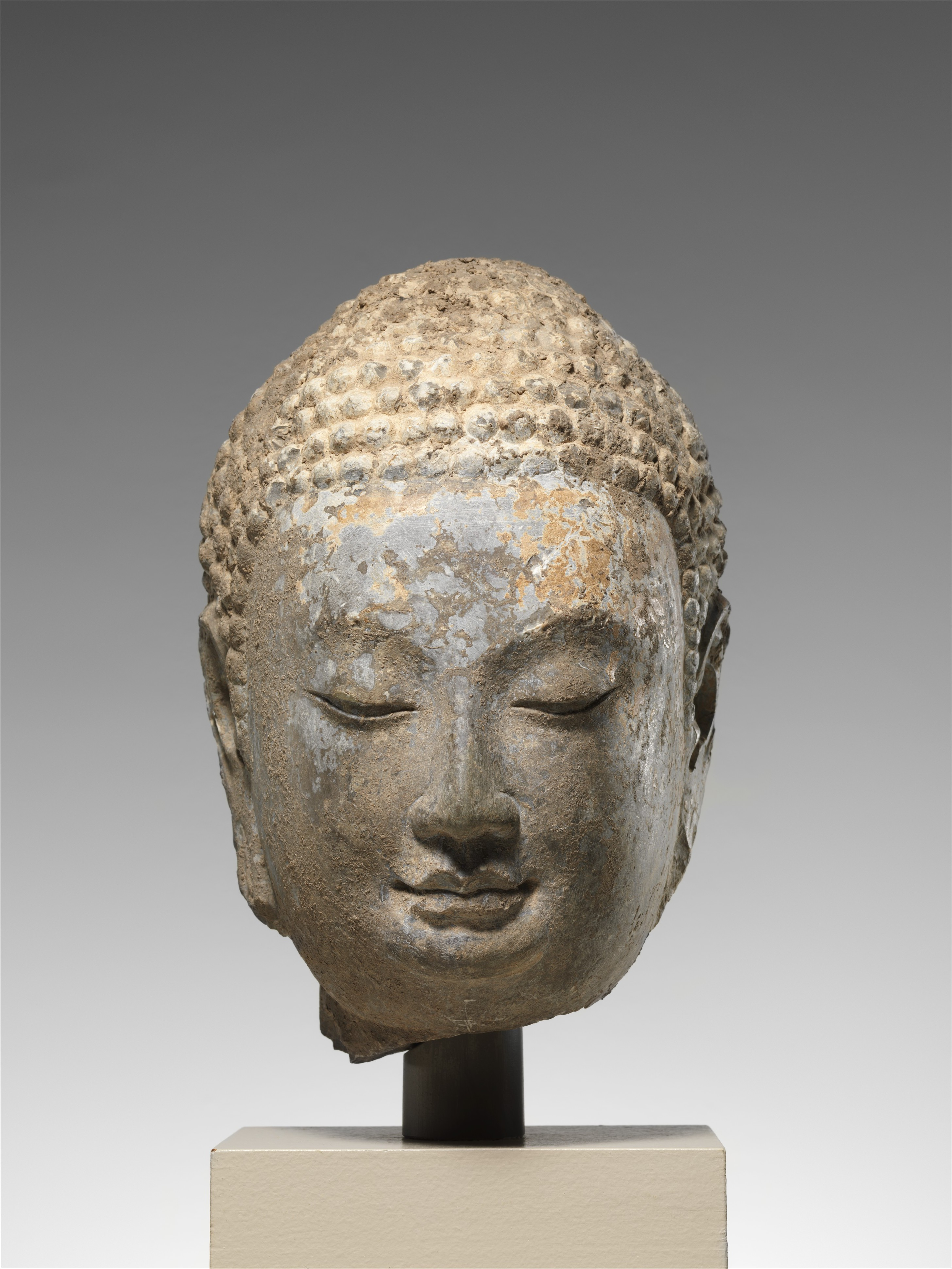
佛首
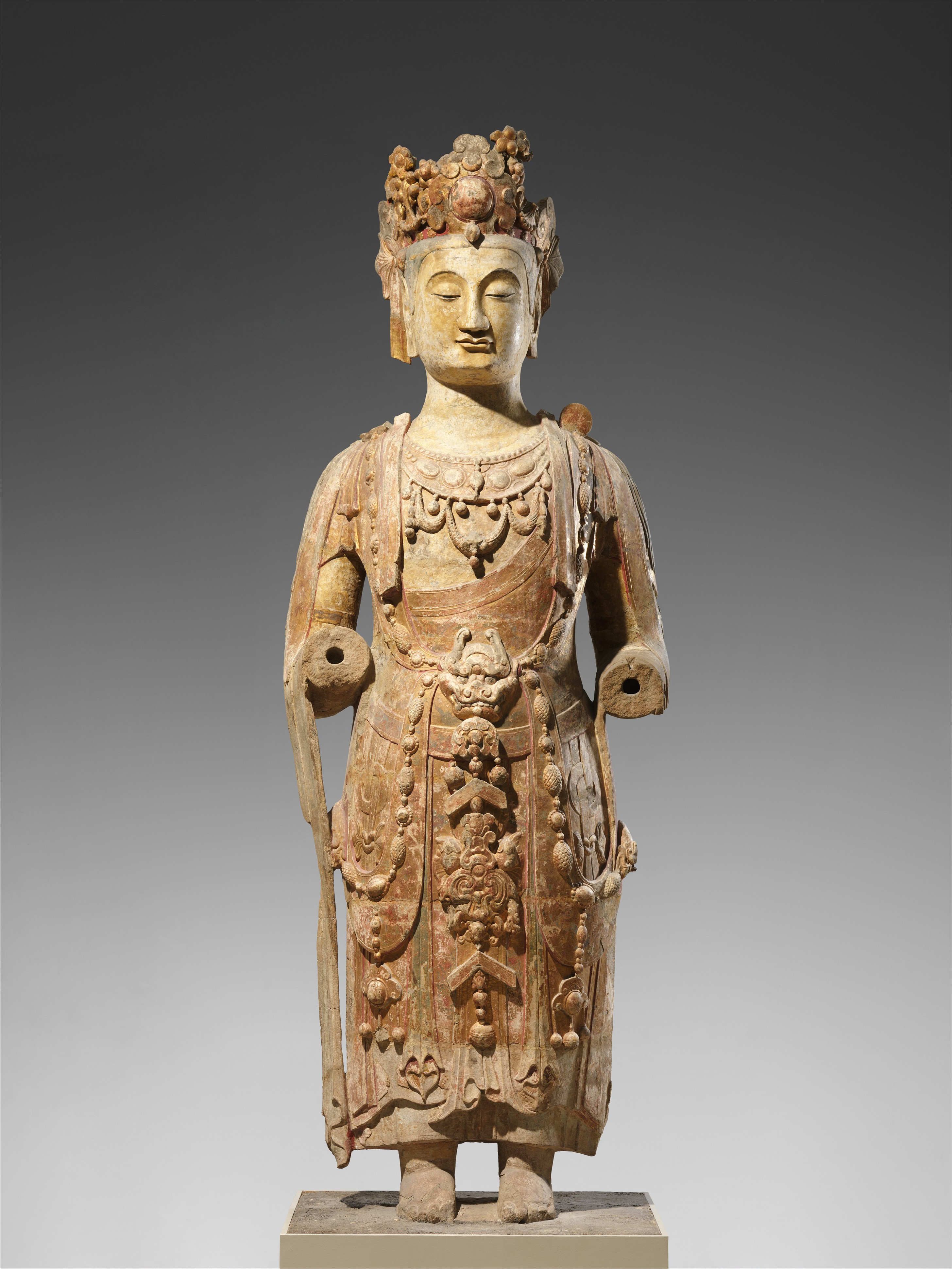
北齊 彩繪石雕觀音菩薩像（砂岩）
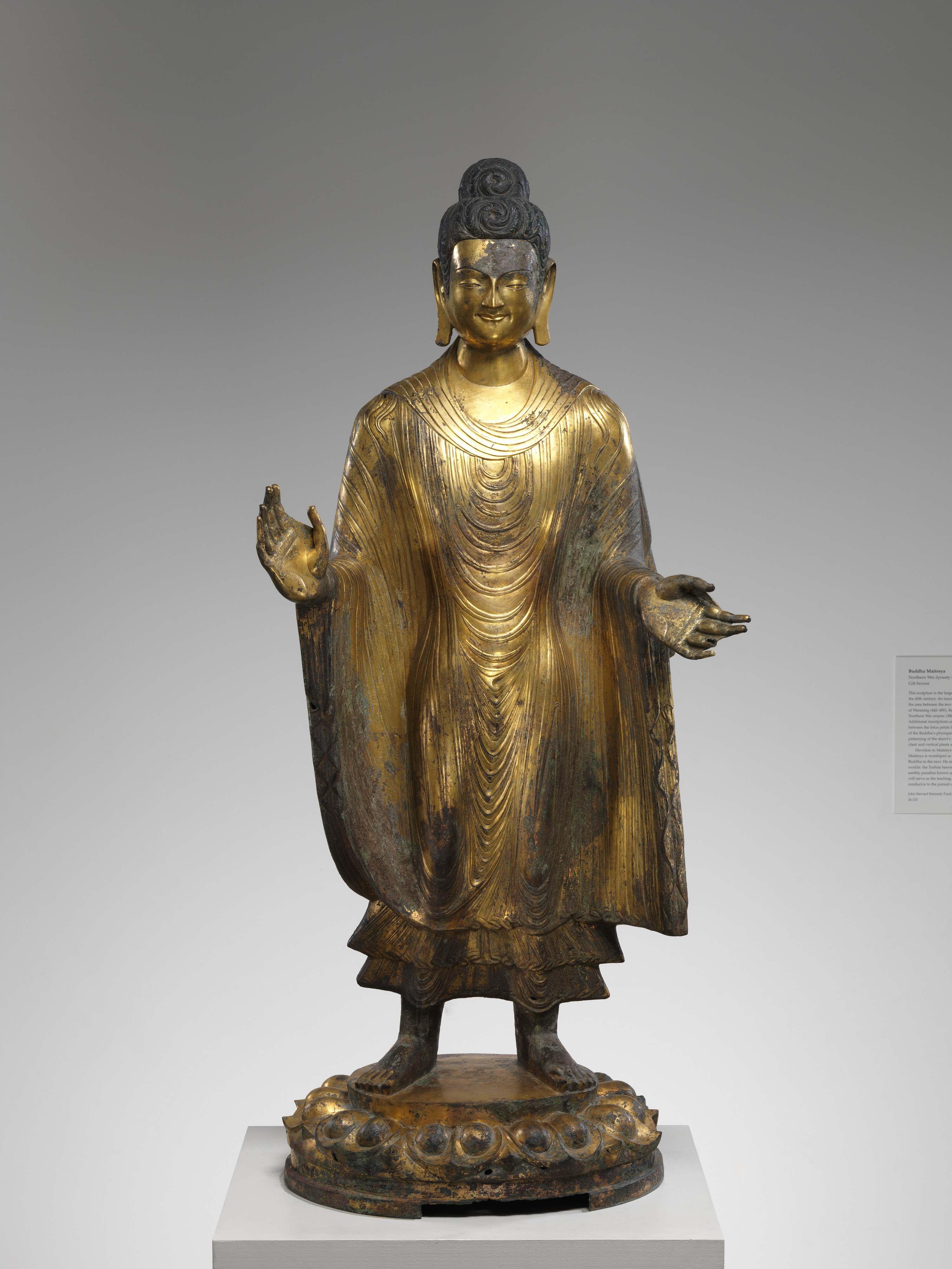
北魏太和十年 青銅鎏金彌勒佛像
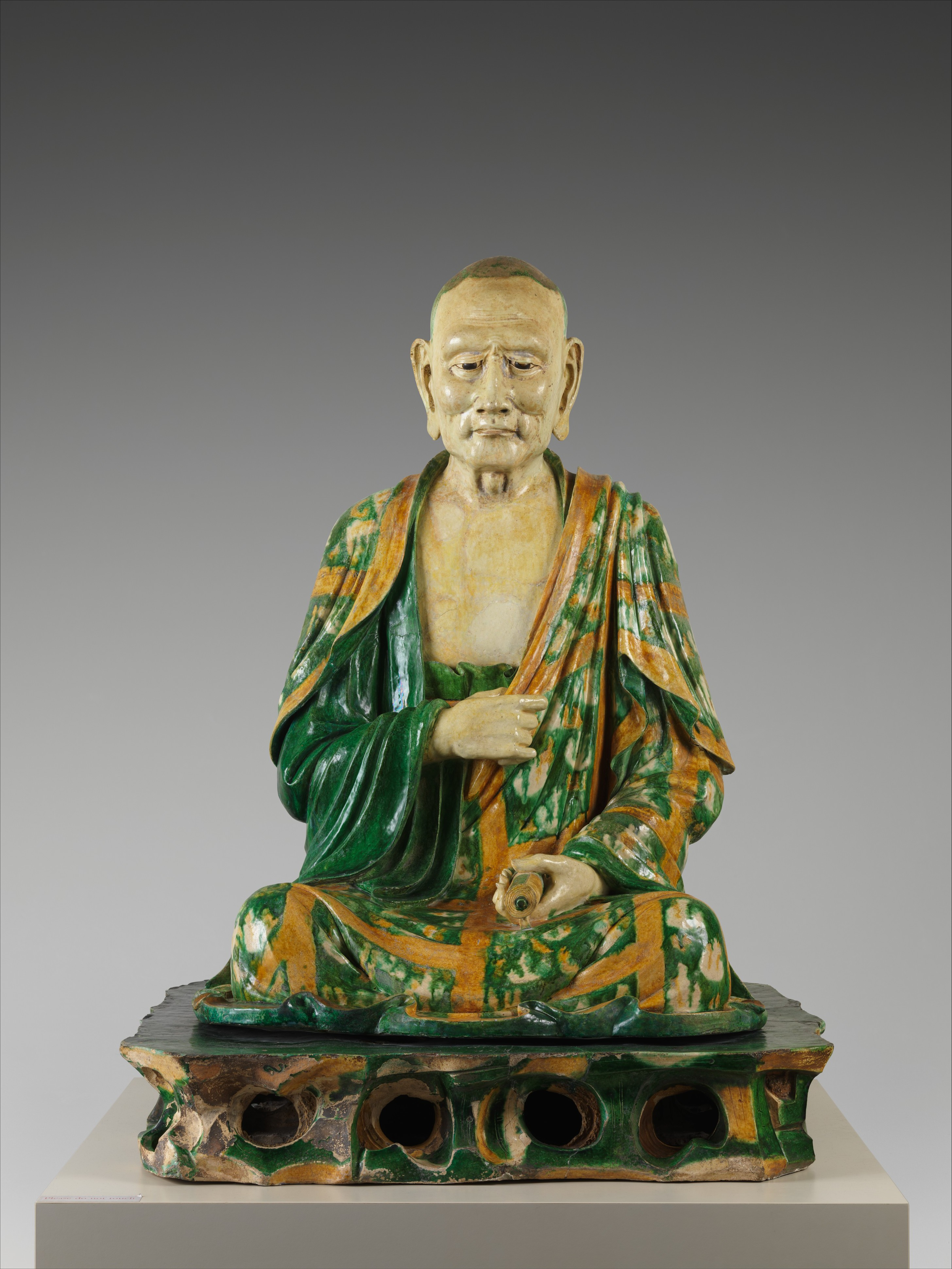
遼 三彩羅漢像
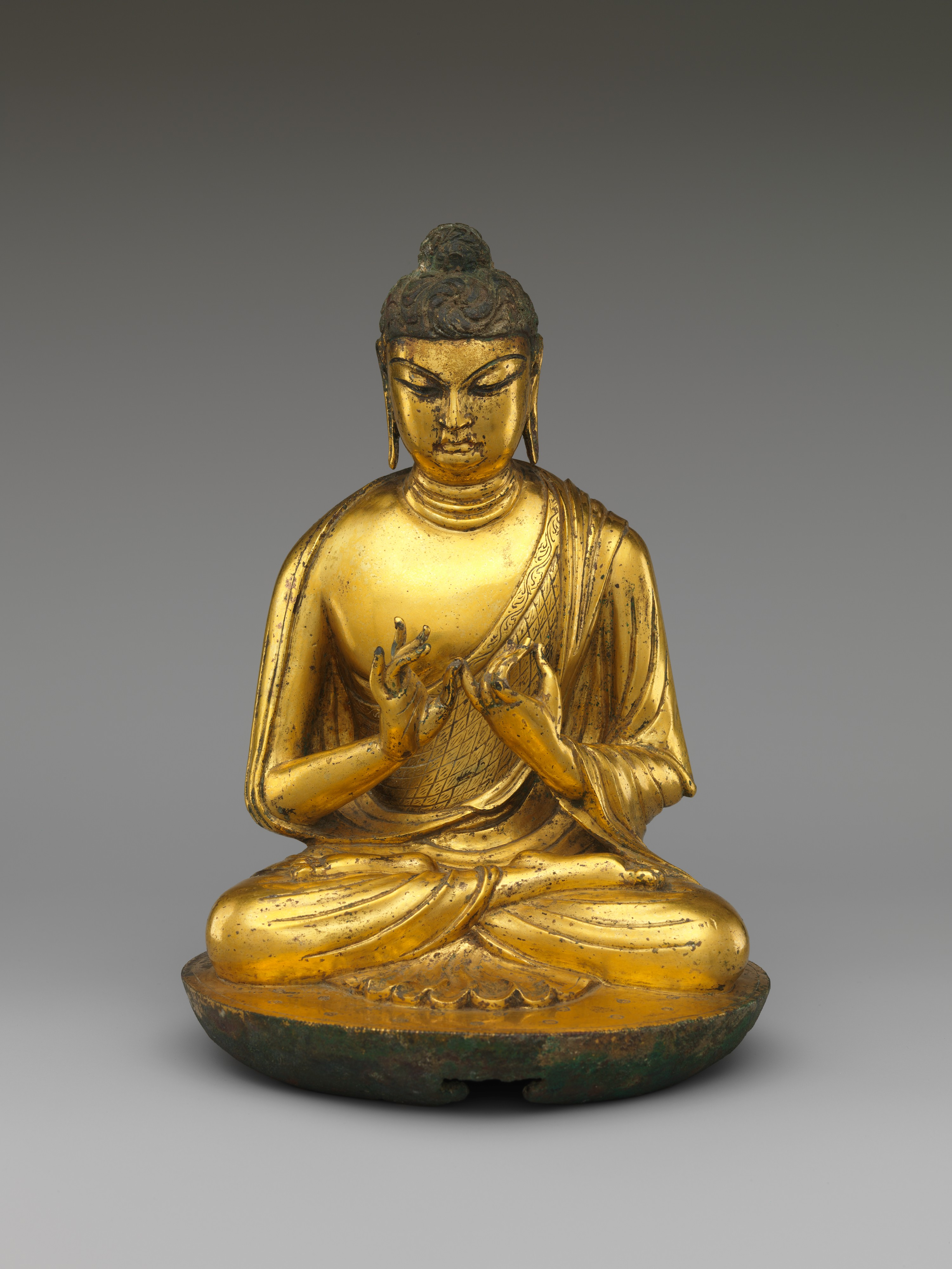
唐 青銅鎏金大日如來像
獅吼觀音菩薩
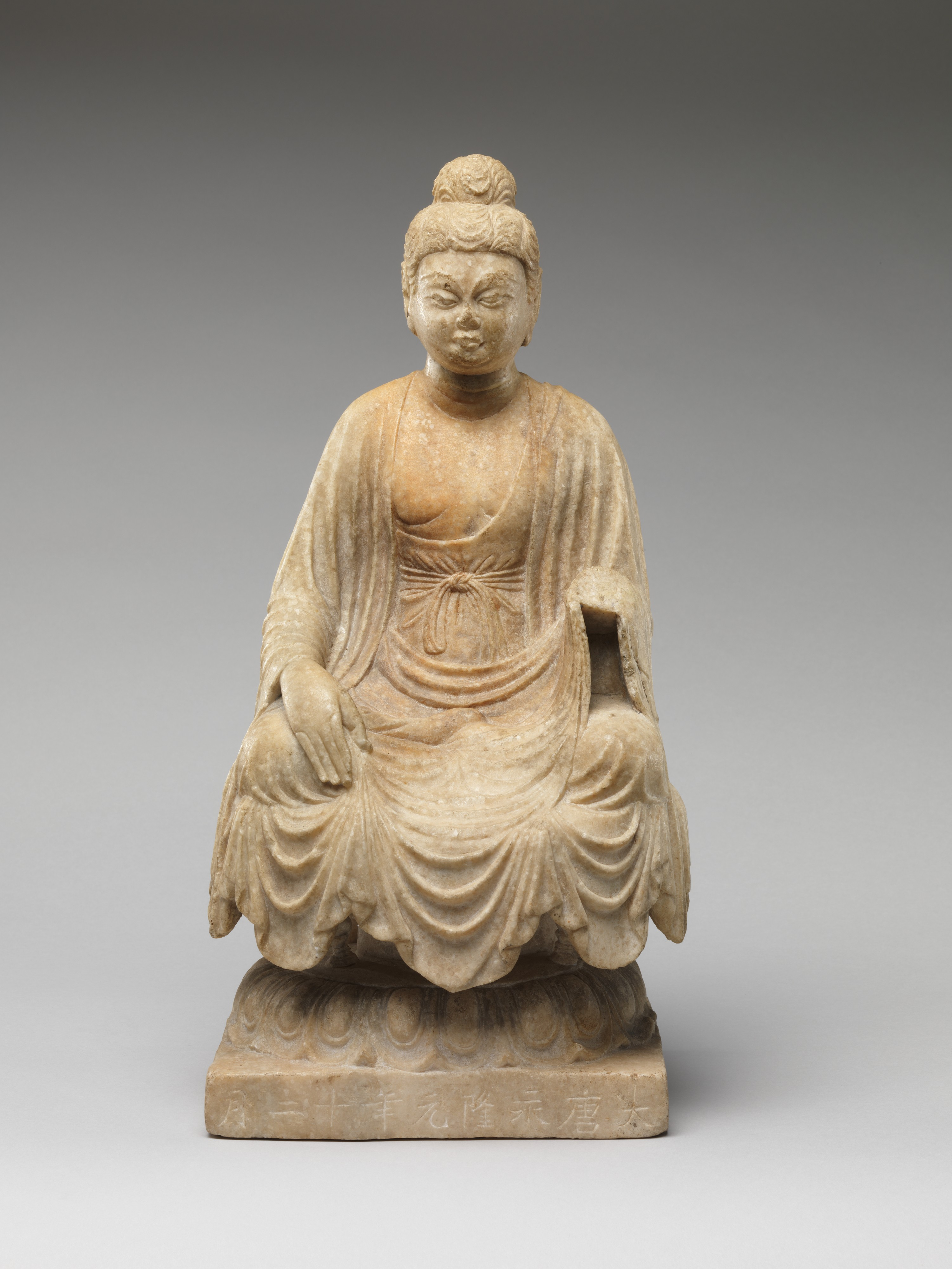
佛像
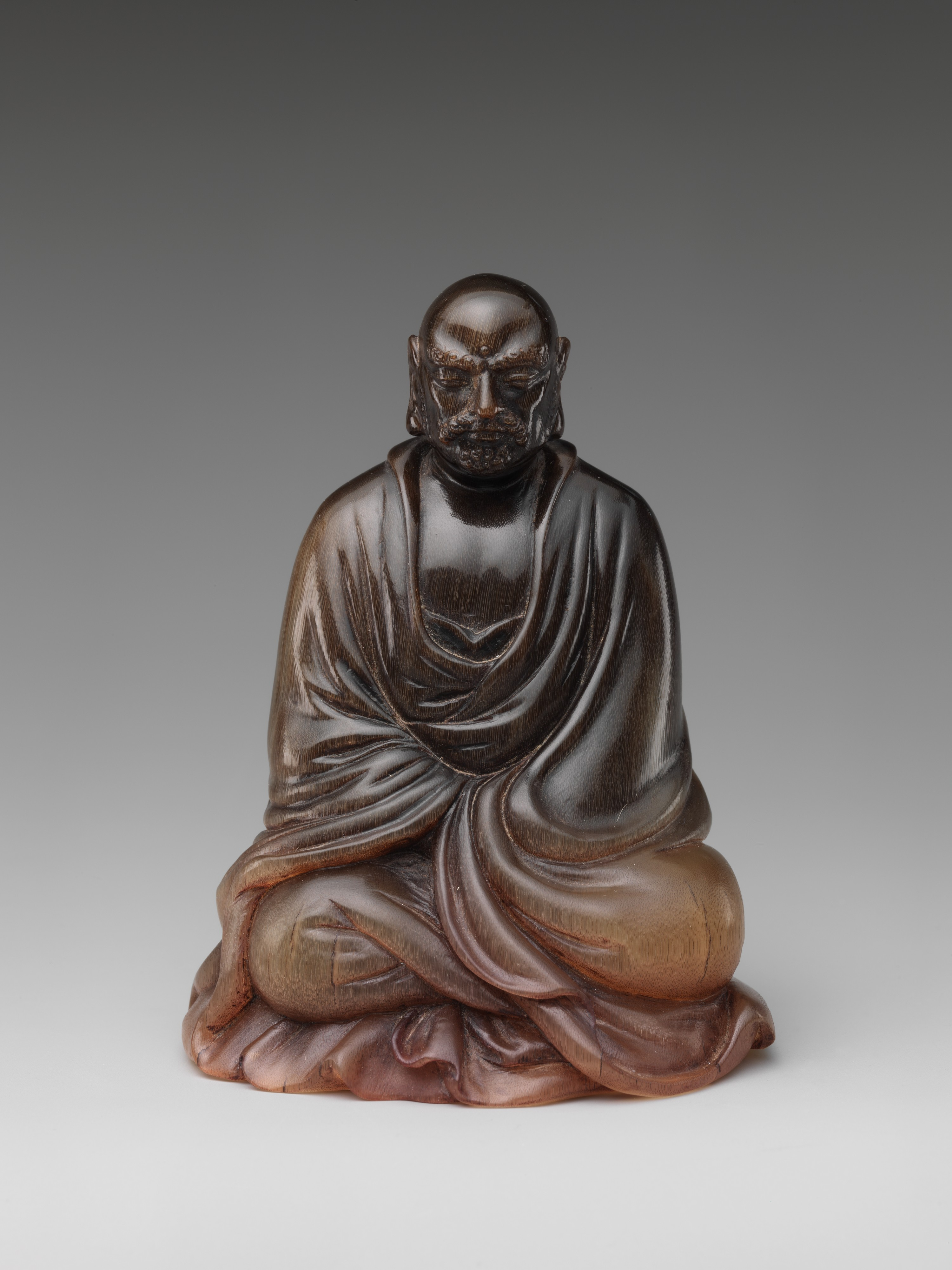
犀角達摩像
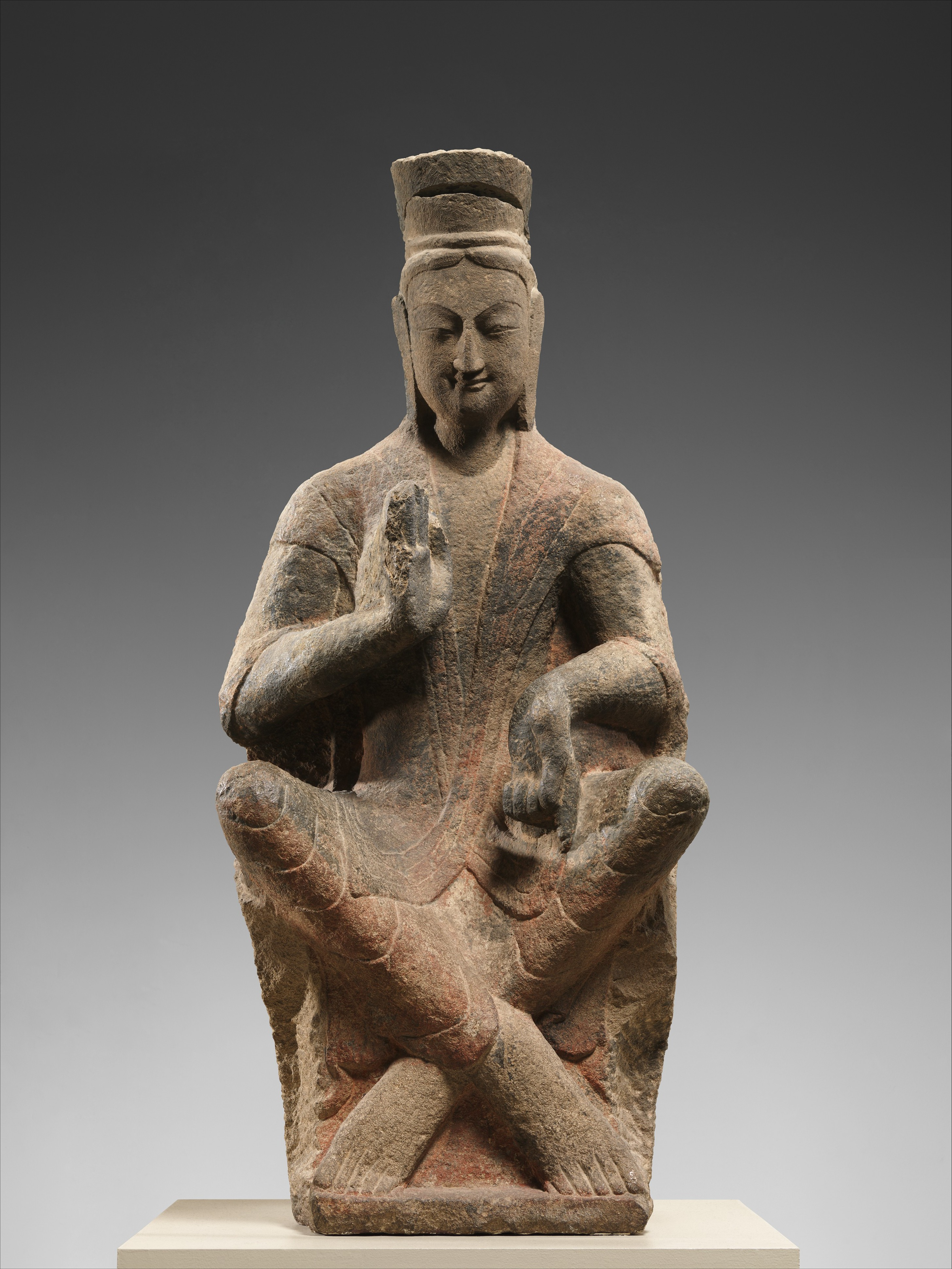
北魏 云崗石窟 彩繪石雕交腳菩薩像（砂岩）